# آلینا کوماشچوک
آلینا کوماشچوک (اوکراینی: Аліна Іванівна Комащук؛ زادهٔ ۲۴ آوریل ۱۹۹۳) ورزشکار شمشیربازی اهل اوکراین است.
وی در مسابقات کشوری و بین‌المللی در مجموع برندهٔ ۲ مدال طلا، ۶ مدال نقره، ۳ مدال برنز شده‌است.